# Schuldig verzuim (België)
Schuldig verzuim of schuldig hulpverzuim is een misdrijf in het Belgisch recht waarvan sprake is wanneer iemand het nalaat een ander te helpen die in groot gevaar verkeert, terwijl men kon helpen zonder zichzelf in gevaar te brengen.
Schuldig verzuim werd ingevoerd met de wet van 6 januari 1961 en wordt geregeld in artikel 422bis van het Strafwetboek.

## Artikel 422bis Strafwetboek
Artikel 422bis Strafwetboek luidt:
Met gevangenisstraf van acht dagen tot een jaar en met geldboete van vijftig euro tot vijfhonderd euro of met een van die straffen alleen wordt gestraft hij die verzuimt hulp te verlenen of te verschaffen aan iemand die in groot gevaar verkeert, hetzij hij zelf diens toestand heeft vastgesteld, hetzij die toestand hem is beschreven door degenen die zijn hulp inroepen.
Voor het misdrijf is vereist dat de verzuimer kon helpen zonder ernstig gevaar voor zichzelf of voor anderen. Heeft de verzuimer niet persoonlijk het gevaar vastgesteld waarin de hulpbehoevende verkeerde, dan kan hij niet worden gestraft, indien hij op grond van de omstandigheden waarin hij werd verzocht te helpen, kon geloven dat het verzoek niet ernstig was of dat er gevaar aan verbonden was.
De straf bedoeld in het eerste lid wordt op twee jaar gebracht indien de persoon die in groot gevaar verkeert, minderjarig is 1 of een persoon is van wie de kwetsbare toestand ten gevolge van de leeftijd, zwangerschap, een ziekte dan wel een lichamelijk of geestelijk gebrek of onvolwaardigheid duidelijk was of de dader bekend was.

## Constitutieve bestanddelen
Er is slechts sprake van schuldig verzuim wanneer:
- een levend persoon in gevaar is of zijn integriteit ernstig dreigt te worden aangetast; en
- de potentiële hulpverlener heeft de toestand van de persoon in gevaar ofwel zelf vastgesteld, ofwel werd hem die toestand beschreven door degenen die zijn hulp inroepen; en
- de potentiële hulpverlener kennis had van het gevaar of verondersteld werd op de hoogte te zijn ervan; en
- het gevaar reëel en actueel is; en
- men kan helpen zonder ernstig gevaar voor zichzelf of anderen.

Volgens het Hof van Cassatie gaat het om "de bewuste en opzettelijke onverschilligheid, de egoïstische weigering om hulp te bieden en niet de ondoeltreffendheid, onhandigheid of ontoereikendheid van de hulp die op grond van een beoordelingsfout is verleend".

## Straf
Schuldig verzuim kan worden gestraft met een gevangenisstraf van acht dagen tot een jaar en met geldboete van 50 tot 500 euro (te vermeerderen met opdecimes). Indien de persoon die in gevaar verkeerde een minderjarige was of een persoon van wie de kwetsbare toestand ten gevolge van de leeftijd, zwangerschap, een ziekte dan wel een lichamelijk of geestelijk gebrek of onvolwaardigheid duidelijk was of de dader bekend was, dan kan de maximumstraf oplopen tot een gevangenisstraf van twee jaar.

## Voorbeelden
Een klassiek voorbeeld van schuldig verzuim is een persoon die een ander ziet verdrinken in een rivier, waarbij eerstgenoemde laatstgenoemde ziet, maar geen hulp verleent door bijvoorbeeld de hulpdiensten te verwittigen.